# Висьолек-Любожицький
Висьолек-Любожицький (пол. Wysiołek Luborzycki) — село в Польщі, у гміні Коцмижув-Любожиця Краківського повіту Малопольського воєводства.
Населення — 572 особи (2011).
У 1975-1998 роках село належало до Краківського воєводства.

## Демографія
Демографічна структура станом на 31 березня 2011 року:
|          | Загалом | Допрацездатний вік | Працездатний вік | Постпрацездатний вік |
| -------- | ------- | ------------------ | ---------------- | -------------------- |
| Чоловіки | 282     | 59                 | 203              | 20                   |
| Жінки    | 290     | 62                 | 175              | 53                   |
| Разом    | 572     | 121                | 378              | 73                   |